# August Ferdinand Triest
August Ludwig Ferdinand Triest, auch August Julius Ferdinand Triest und Ferdinand Triest, (* 9. September 1768 in Stettin; † 7. Juli 1831 in Berlin) war ein deutscher Architekt und Baubeamter.

## Leben
August Ferdinand Triest war ein Sohn des königlich preußischen Inspektors bei der Obersteuerkasse und späteren Königlichen Salzrentmeisters Johann Heinrich Triest und seiner Frau Ehregott Hanna, geb. Clericus. Der Geistliche und Musikschriftsteller Johann Carl Friedrich Triest (1764–1810) war sein älterer Bruder. Etwa 1786 bis 1788 war er Schüler von David Gilly und von 1788 bis 1789 Kondukteur beim Oberhofbauamt in Berlin. Im November 1793 trat er in die St. Johannis Loge zur Verschwiegenheit ein, wurde 1794 Bauinspektor beim Oberhofbauamt und bekam 1803 den Charakter eines Ober-Baudirektors. 1801 wurde er als Oberbaureferendarius beim Oberbaudepartement angestellt. Von 1803 bis 1806 war er bei der Retablissements-Baukommission in Posen tätig und leitete den Wiederaufbau der Stadt nach dem großen Brand. 1806 kehrte er nach Berlin zurück. Von Mai 1809 bis 1814 war er Regierungsrat und Baudirektor in der kurmärkischen Regierung in Potsdam und anschließend Regierungsrat und Baudirektor in Berlin. Am 14. Mai 1818 wurde er Mitglied der Theater-Baukommission für das Schauspielhaus am Gendarmenmarkt (zusammen mit Karl Friedrich Schinkel und Carl von Brühl). Am 2. Januar 1822 wurde er Sachverständiger bei der Kommission für Bauangelegenheiten des Handelsministeriums. Er starb 1831 als Geheimer Regierungsrat und Ritter des Roten Adlerordens dritter Klasse.

## Bauten in Berlin
- 1788: Mitwirkung am Schlosstheater in Charlottenburg (Carl Gotthard Langhans)
- 1802: Bauleitung bei den Bauten auf dem Gut Beyme in Steglitz (Entwurf: David     Gilly)
- 1813: Leitung der Wiederherstellung der Zollmauer in Berlin (mit Johann Gottlieb Schlätzer/Johann Friedrich Moser)
- 1817: Entwurf für die Reitbahn Lindenstraße 4 (mit Daniel Gottlieb Friderici)
- 1817/18: Kaserne für die Lehreskadron und die Militärstrafanstalt Linden-/Ecke Feilnerstraße (Überarbeitung des Entwurfs von K. F. Schinkel)
- 1818–1820: Bauleitung beim Pontonhof (mit J. F. Moser, nach Entwürfen von K. F. Schinkel)
- 1818–1821: Beteiligung am Entwurf und Bauleitung Marschallbrücke (Entwurf: K. F. Schinkel)
- 1821–1824: Bauleitung Schloßbrücke (Entwurf: K. F. Schinkel)
- 1822–1826: Oberbauleitung beim Umbau der Georgischen Sechserhäuser in der Friedrichstraße zur Militärärzteschule